# Josef Gülden
Josef Gülden CO (* 24. August 1907 in Neuwerk, heute Ortsteil von Mönchengladbach; † 24. Januar 1993 in Leipzig) war ein deutscher katholischer Geistlicher und Publizist.

## Leben

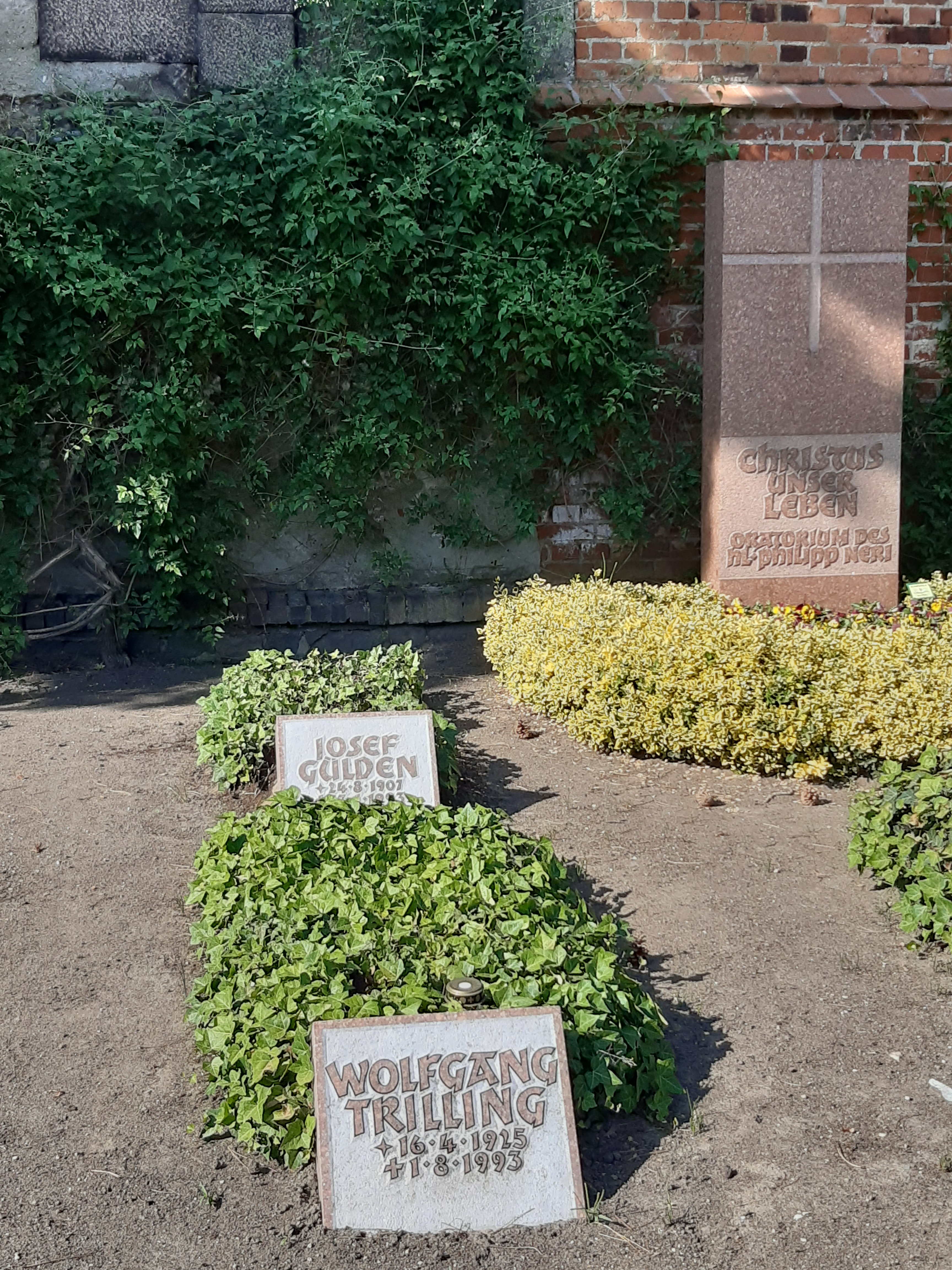
Grabstätte (Mitte) auf dem Friedhof Leipzig-Plagwitz

In seiner Jugend war Gülden Mitglied und Funktionär der katholischen Schülerorganisation Bund Neudeutschland (ND). Von 1936 bis 1939 war er Schriftleiter der Zeitschrift Werkblätter des ND-Älterenbundes.
Am 30. Juli 1932 wurde er in Aachen zum Priester geweiht; seine erste Stelle als Kaplan war in Süchteln am Niederrhein. 1934 trat er in Leipzig in das Oratorium des hl. Philipp Neri ein. Der Priestergemeinschaft war seit 1931 vom Bischof von Meißen die Seelsorge in der Liebfrauenpfarrei in Lindenau (Leipzig) übertragen. Neben Aufgaben in der Gemeinde wirkte er auch als Studentenseelsorger und war seit 1940 Berater der Liturgischen Kommission der Fuldaer Bischofskonferenz.
Mit den anderen Oratorianern engagierte sich Gülden maßgeblich in der Liturgischen Bewegung. Dazu gehörten die Feier von Komplet und Vesper auf Deutsch und die Wiederherstellung der Feier der Osternacht. Große Bedeutung hatte auch seine publizistische Tätigkeit in der DDR. Er war Mitbegründer des St. Benno-Verlags in Leipzig und Chefredakteur der Kirchenzeitung Tag des Herrn sowie der einzigen katholischen Jugendzeitung in der DDR Christophorus. Viele Publikationen des Verlags trugen seine Handschrift.
Beim 2. Vatikanischen Konzil, dessen Reformen er begrüßte und auf liturgischem Gebiet in Leipzig schon vorbereitet hatte, war Gülden Berater des damaligen Bischofs von Meißen, Otto Spülbeck. Bis 1970 war er Mitherausgeber des Liturgischen Jahrbuchs.
Zur 50-Jahr-Feier der Liturgischen Kommission erhielt Josef Gülden den Ehrenring des Deutschen Liturgischen Instituts.